# Il mistero del Graal
Il mistero del Graal è un libro del filosofo e pensatore tradizionale fascista Julius Evola, pubblicato per la prima volta dall'editore Laterza di Bari nel 1937 e successivamente tradotto in varie lingue. Originariamente l'opera nasce come sviluppo di un'appendice della prima edizione di Rivolta contro il mondo moderno.

## L'opera
Il libro espone una ricerca che intende dimostrare come, durante il medioevo europeo, emerge la presenza di una vena di spiritualità che si rifà alla tradizione primordiale nel suo aspetto regale, teoria in parte già esposta dall'autore in Rivolta contro il mondo moderno. Tale spiritualità emerge soprattutto attraverso il simbolismo della letteratura cavalleresca nonché attraverso le saghe del cosiddetto "ciclo imperiale".
Il metodo di lavoro usato da Evola è quello che egli stesso chiama «metodo tradizionale» ovvero quello di fare confronti integrativi tra le varie tradizioni per giungere all'individuazione di un significato di base.
Secondo l'autore è erronea l'interpretazione del Graal come mistero cristiano, in quanto gli elementi propriamente "cristiani" possono essere considerati accessori e secondari. Partendo da alcuni temi propri alla tradizione celtica e legati a quella nordica (il ciclo di Re Artù), Evola arriva alla conclusione che il Graal è un simbolo per l'iniziazione guerriera. È infatti significativo che tutti i custodi del Graal sono cavalieri o guerrieri (non sacerdoti) e che il luogo in cui generalmente si fa risiedere il Graal è un castello o una reggia (non un tempio o una chiesa).
Portando infatti alle estreme conseguenze la de-cristianizzazione del simbolo, il Graal viene qui considerato come un'eredità pagana, imperiale e ghibellina: il Graal è dunque un «simbolo iniziatico di origine iperborea, che nel medioevo diventa l'espressione del desiderio ghibellino di riorganizzare la società liberandosi dalla perniciosa influenza della Chiesa».
Il libro tuttavia offre anche alcune digressioni su quelle correnti che, a seguito della fine dei templari e il declino del Sacro Romano Impero, secondo l'autore riprendono l'eredità del Graal: massoneria, catari, «Fedeli d'Amore», ermetisti, rosacruciani.
Evola dedica un intero capitolo alla questione massonica: La massoneria moderna come inversione del ghibellinismo in cui liquida senza mezzi termini la massoneria come «organizzazione pseudo-iniziatica» che non può rivendicare né una tradizione autentica né una trasmissione iniziatica, in aperto contrasto con le affermazioni di Guénon apparse in un libro del 1946 dove l'autore francese afferma che la massoneria, malgrado la sua degenerazione, può «rivendicare un'origine tradizionale autentica e una trasmissione iniziatica regolare».
A tale presa di posizione fa seguito una polemica tra Evola e Luc Benoist apparsa integralmente nel 1968 sulla rivista francese Etudes Traditionnelles.

## Le edizioni deIl mistero del Graal

### In Italia
- I ed.: Laterza, Bari, 1937[11]
- II ed. riveduta e completata: Ceschina, Milano, 1962[12]
- III ed. riveduta e ampliata: Edizioni Mediterranee, Roma, 1972
- Ristampe: 1983, 1989
- IV ed. corretta con un'Appendice e una Bibliografia: Edizioni Mediterranee, Roma, 1994
- Ristampa: 1996
- V ed. corretta: Edizioni Mediterranee, Roma, 1997

### All'estero
- Ed. tedesca ampliata: Das Geheiminis des Grals, O.W. Barth-Verlag, Monaco, 1954
- Ed. francese: Le Mystère du Graal et l'idée impériale gibeline, Editions Traditionelles, Parigi, 1967
- II ed. francese: Le Mystère du Graal et l'idée impériale gibeline, Editions Traditionelles, Parigi, 1972
- III ed. francese: Le Mystère du Graal et l'idée impériale gibeline, Editions Traditionelles, Parigi, 1974
- Ed. spagnola: El Misterio del Grial, Plaza & Janés, Barcellona, 1975
- IV ed. francese: Le Mystère du Graal et l'idée impériale gibeline, Editions Traditionelles, Parigi, 1982
- II ed. spagnola: El Misterio del Grial, Plaza & Janés, Barcellona, 1982
- Ed. svizzera: Das Mysterium des Grals, Ansata Verlag, Schwarzemburg, 1984
- Ed. brasiliana: O Mistério do Graal, Editora Pensamento, Saõ Paulo, 1984
- II ed. brasiliana: O Mistério do Graal, Editora Pensamento, Saõ Paulo, 1989
- II ed. tedesca: Das Mysterium des Grals, H. Frietsch Verlag, Sinzheim, 1995
- Ed. americana: The Mystery of the Grail, Inner Traditions International, Rochester (Vermont), 1996

### Recensioni
- Carlo Rossi di Lauriano, Il mistero del Graal, in "Bibliografia Fascista", 12, dicembre 1937, pp. 852–857.
- Emilio Nasalli Rocca, Il mistero del Graal, in "Il Ragguaglio Librario", 6, giugno 1963, p. 113.
- Giuseppe Acerbi, Il racconto del Graal, aliâs il mistero delle origini, in "Algiza", 15, novembre 2001, pp. 6–11.